# Coprinopsis gonophylla
Coprinopsis gonophylla (Quél.) Redhead, Vilgalys & Moncalvo, 2001 è un fungo basidiomicete della famiglia delle Psathyrellaceae.

## Descrizione della specie
Cappello
Inizialmente sugloboso, ovoide, fino a 2 cm di diametro, poi disteso-convesso, largo 1–3 cm, dapprima ricoperto interamente da un velo biancastro fioccoso-cotonoso che in seguito si rompe formando placche o lembi, talora di colore brunastro, facilmente detersibili. La superficie pileica sotto il velo appare minutamente striata e di colore grigio-piombo.
 Lamelle 
Fitte, libere al gambo, viste di faccia distintamente triangolari, bianche, poi grigio-topo, infine bruno-nerastre, deliquescenti a maturità.
 Gambo 
1,5-5 x 0,1-0,2 cm, cilindrico, attenuato in alto, allargato in basso con base subbulbosa, fistoloso,
biancastro, da pruinoso a liscio, diritto o caratteristicamente arcuato.
 Carne 
Esigua, biancastra nel gambo, grigiastra nel cappello.

Spore di C. gonophylla

Odore e sapore: non particolari.
Caratteri microscopici
Spore7-9 x 6,5-7 x 4,5-5,5 µm, nerastre in massa, lentiformi, ellissoidi viste di lato, subgloboso-ovoidi con base allargata viste di faccia; poro germinativo centrale, troncato, apicolo distinto.
Basidi12-34 x 7-9 µm, tetrasporici, circondati da 4-7 pseudoparafisi.
Pleurocistidi50-120 x 20-40 µm, subcilindrici , oblungo-conici o fusiformi.
Cheilocistidi40-85 x 25-45 µm, subcilindrici, oblunghi, ellissoidali, fusiformi o subutriformi.
Giunti a fibbiapresenti.

## Distribuzione e habitat
Su carbonaie e terreni bruciati, solitario o a gruppetti di pochi esemplari; primavera-autunno.

## Commestibilità
Senza valore alimentare.

## Specie simili
Può essere confuso con:
- Coprinus spilosporus
- Coprinus epichloeus